# كريغ بيلامي

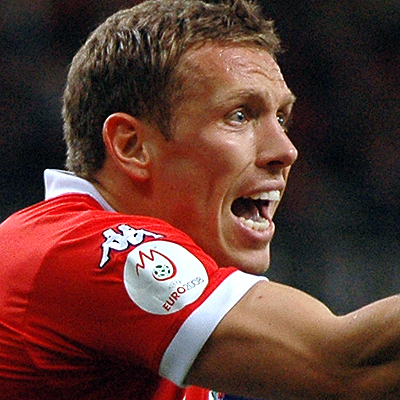
كريغ بيلامي

كريغ دوغلاس بيلامي (بالإنجليزية: Craig Bellamy)‏، من مواليد 13 يوليو 1979 في كارديف في ويلز، لاعب كرة قدم ويلزي سابق.
بدأ مسيرته الكروية مع نادي برادفورد بارك أفنيو في عام 1995، ولعب معهم حتى عام 1997، وشارك معهم في مباراتين وسجل هدف واحد، وفي عام 1998 انتقل إلى نادي نوريتش سيتي، ولعب معهم حتى عام 2000، وشارك معهم في 84 مباراة وسجل 32 هدف، وفي موسم 2000/2001 انتقل إلى نادي كوفنتري سيتي، ولعب معهم 34 مباراة وسجل 6 أهداف، وفي عام 2001 انتقل إلى نادي نيوكاسل يونايتد، ولعب معهم حتى عام 2005، وشارك معهم في 93 مباراة وسجل 28 هدف، وفي عام 2005 أعير إلى نادي سيلتك الإسكتلندي، ولعب معهم 12 مباراة وسجل 7 أهداف، وفي موسم 2005/2006 انتقل إلى نادي بلاكبيرن روفرز، ولعب معهم 27 مباراة وسجل 13 هدف، ومنذ عام 2006 وهو يلعب مع نادي ليفربول.
وفي شهر يناير من عام 2009م أعلن نادي مانشتر ستي عن ضمه مقابل 14 مليون جنيه إسترليني قادماً من نادي وست هام.
وكان وست هام رفض عرضاً من توتنهام و3 عروض قدمها مانشستر سيتي آخرها الأسبوع الماضي ما دفع باللاعب إلى المطالبة الجمعة الفائت بالانتقال إلى توتنهام بيد أن ناديه رفض هذا الطلب لأنه يفضل عدم التخلي عنه إلى جار له في العاصمة لندن.
ويعرف مدرب مانشستر سيتي مارك هيوز جيداً بيلامي الذي يتعين عليه اجتياز الزيارة الطبية الروتينية، فهما لعبا معاً في صفوف منتخب ويلز وفريق بلاكبيرن الإنكليزي.
وكان بيلامي كلف وست هام حوالي 7.5 مليون جنيه عندما انضم إليه قادماً من ليفربول في تموز/يوليو 2007.
و قد بدأ باللعب مع منتخب ويلز لكرة القدم في عام 1998.

## مسيرته الكروية

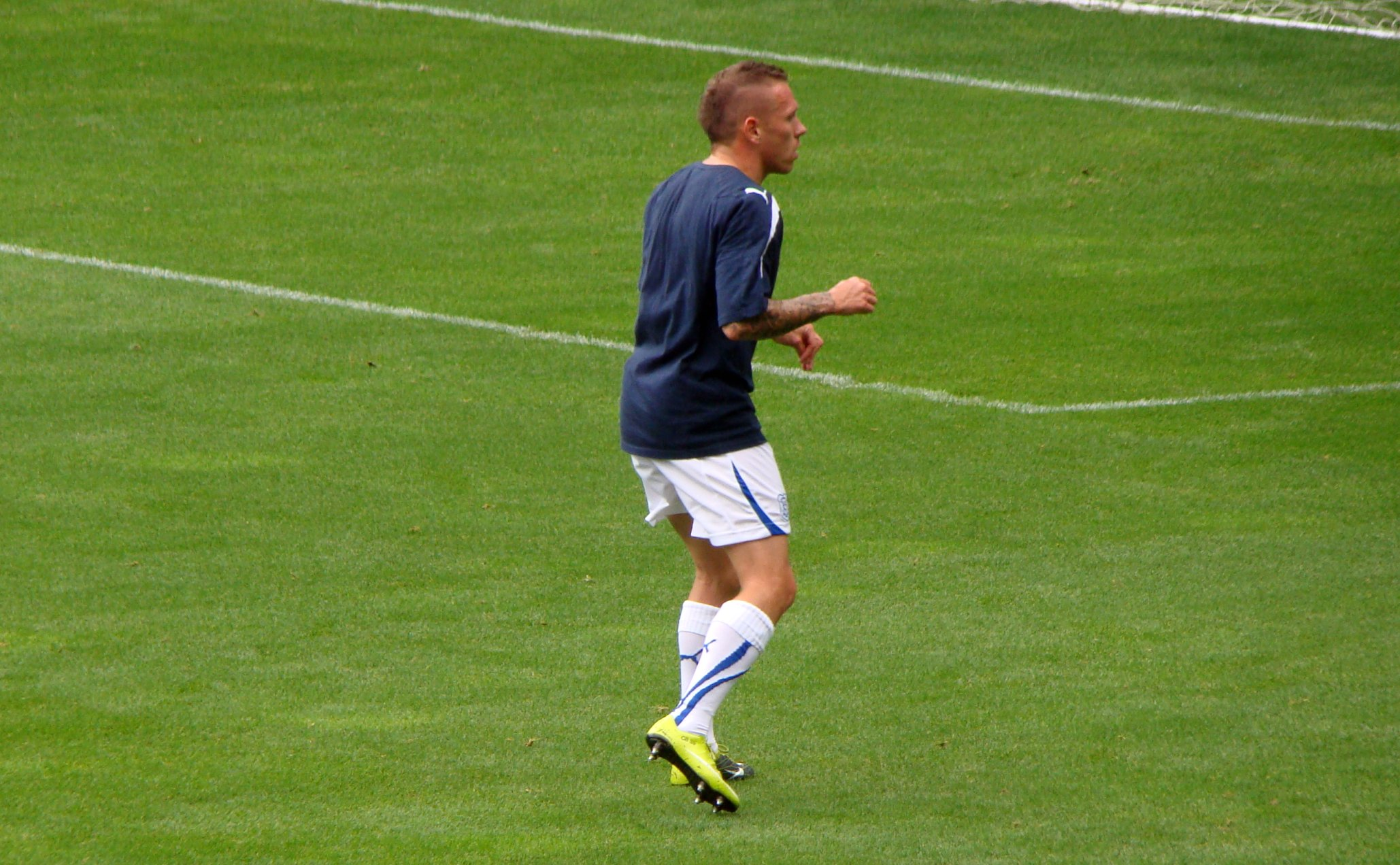
كريغ بيلامي

لعب كريغ بيلامي خلال مسيرته الاحترافية مع 9 أندية في واحد وعشرون موسمًا وسجل خلالها 135 هدف ضمن 458 مباراة. حيث فاز في موسم واحد بالكأس ولم يفز بأي دوري.
خاض كريغ بيلامي مسيرته مع نادي نورويتش سيتي في موسم 1996–97 ليلعب معه خمسة مواسم، مشاركًا في 84 مباراة سجل خلالها 32 هدفًا. ثم انتقل إلى نادي كوفنتري سيتي في موسم 2000–01 لمدة موسم واحد، حيث شارك في 34 مباراة سجل خلالها 6 أهداف. لينتقل بعدها إلى نادي نيوكاسل يونايتد في موسم 2001–02 ليلعب معه أربعة مواسم، مشاركًا في 93 مباراة سجل خلالها 28 هدفًا. ثم انتقل إلى نادي سلتيك في موسم 2004–05 لمدة موسم واحد، مشاركًا في 12 مباراة سجل خلالها 7 أهداف. هذا وانتقل لاحقًا إلى نادي بلاكبيرن روفرز في موسم 2005–06 لمدة موسم واحد، مشاركًا في 27 مباراة سجل خلالها 13 هدفًا. ثم انتقل بعدها إلى نادي ليفربول في موسم 2006–07 في المرة الأولى لمدة موسم واحد ثم في موسم 2011–12 لمدة موسم واحد، مشاركًا طوالها في 54 مباراة سجل خلالها 13 هدفًا أيضًا. ليعود وينتقل من جديد، لكن هذه المرة إلى نادي وست هام يونايتد في موسم 2007–08 ولمدة موسمين، مشاركًا في 24 مباراة سجل خلالها 7 أهداف. لينتقل بعدها إلى نادي مانشستر سيتي في موسم 2008–09 ولمدة موسمين، مشاركًا في 40 مباراة سجل خلالها 12 هدفًا. ثم لعب في نادي كارديف سيتي في موسم 2010–11 في المرة الأولى لمدة موسم واحد ثم في موسم 2012–13 ولمدة موسمين، مشاركًا طوالها في 90 مباراة سجل خلالها 17 هدفًا.

## روابط خارجية
- كريغ بيلامي على موقع الاتحاد الدولي (مؤرشف)  (الإنجليزية)
- كريغ بيلامي على موقع الاتحاد الأوربي (الإنجليزية)
- كريغ بيلامي على موقع قاعدة بيانات كرة القدم.إي يو (الإنجليزية)
- كريغ بيلامي على موقع ناشيونال فوتبول تيمز (الإنجليزية)
- كريغ بيلامي على موقع Soccerbase.com (لاعب) (الإنجليزية)
- كريغ بيلامي على موقع Soccerway.com (الإنجليزية)
- كريغ بيلامي على موقع عالم كرة القدم.نت (الإنجليزية)
- كريغ بيلامي على موقع كووورة
- كريغ بيلامي على موقع أوليمبيديا (الإنجليزية)
- كريغ بيلامي على موقع اللجنة الأولمبية البريطانية (الإنجليزية)